# Kościół św. Philiberta w Charlieu
Kościół pod wezwaniem św. Philiberta w Charlieu – romański kościół w Charlieu pod wezwaniem w. Philiberta. Od 1930 roku posiada status monument historique, w kategorii classé MH (zabytek o znaczeniu krajowym).

## Lokalizacja
Kościół jest zlokalizowany na terenie miejscowości Charlieu przy place Saint-Philibert, w departamencie Loara, w regionie Auvergne-Rhône-Alpes.

## Opis i historia
Kościół został wzniesiony na początku XIII w. Najstarsze dokumenty pisane wspominające kościół pochodzą z 1238 roku. Kościół został zbudowany w burgundzkim stylu wczesnogotyckim z wyraźnymi wpływami cysterskimi. Nawa główna oraz apsyda pochodzą z XII wieku, natomiast kaplice oraz nawy boczne zostały dobudowane w XV i XVI wieku.
Ostatecznie kościół został powiększony w 1864 roku. Wówczas dodano dwa rzędy ławek oraz przebudowano zachodnią stronę kościoła. 

Wewnątrz kościoła zachowały się XV wieczne stalle z na których zostało namalowanych przez „Maitre Coliet” 12 apostołów. Ciekawe są także witraże z 1867 roku wykonane przez E. Thibaud.

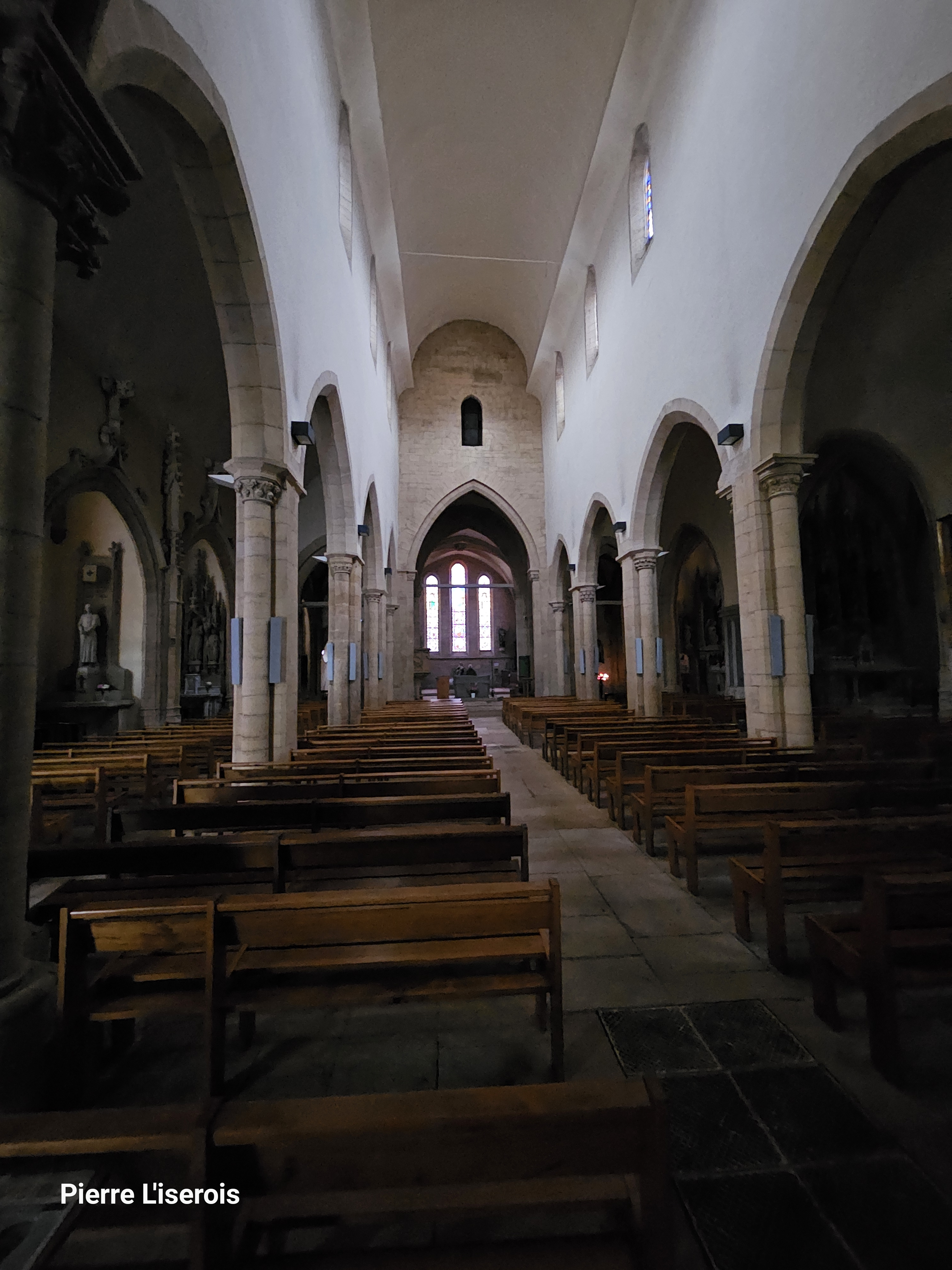
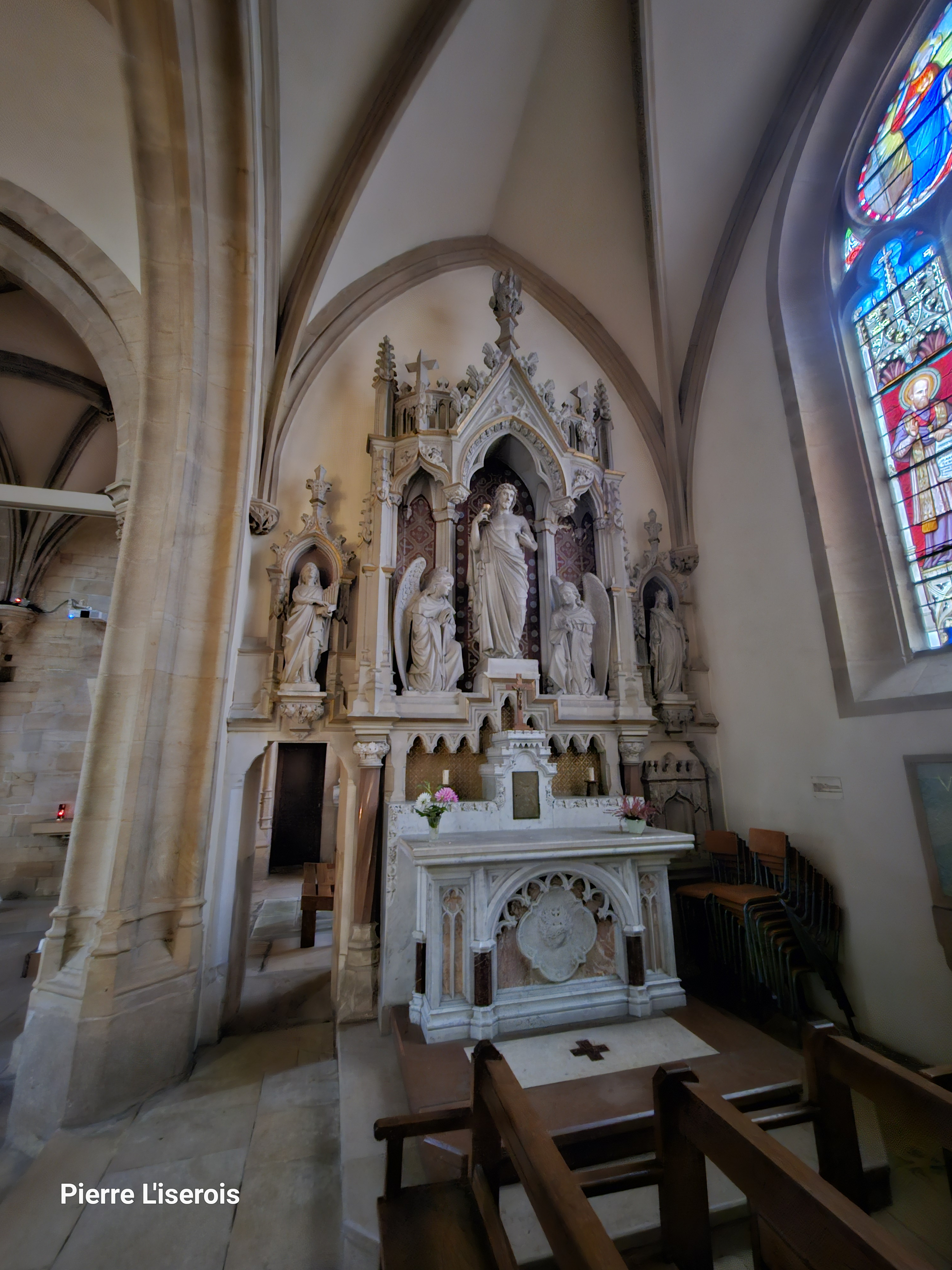
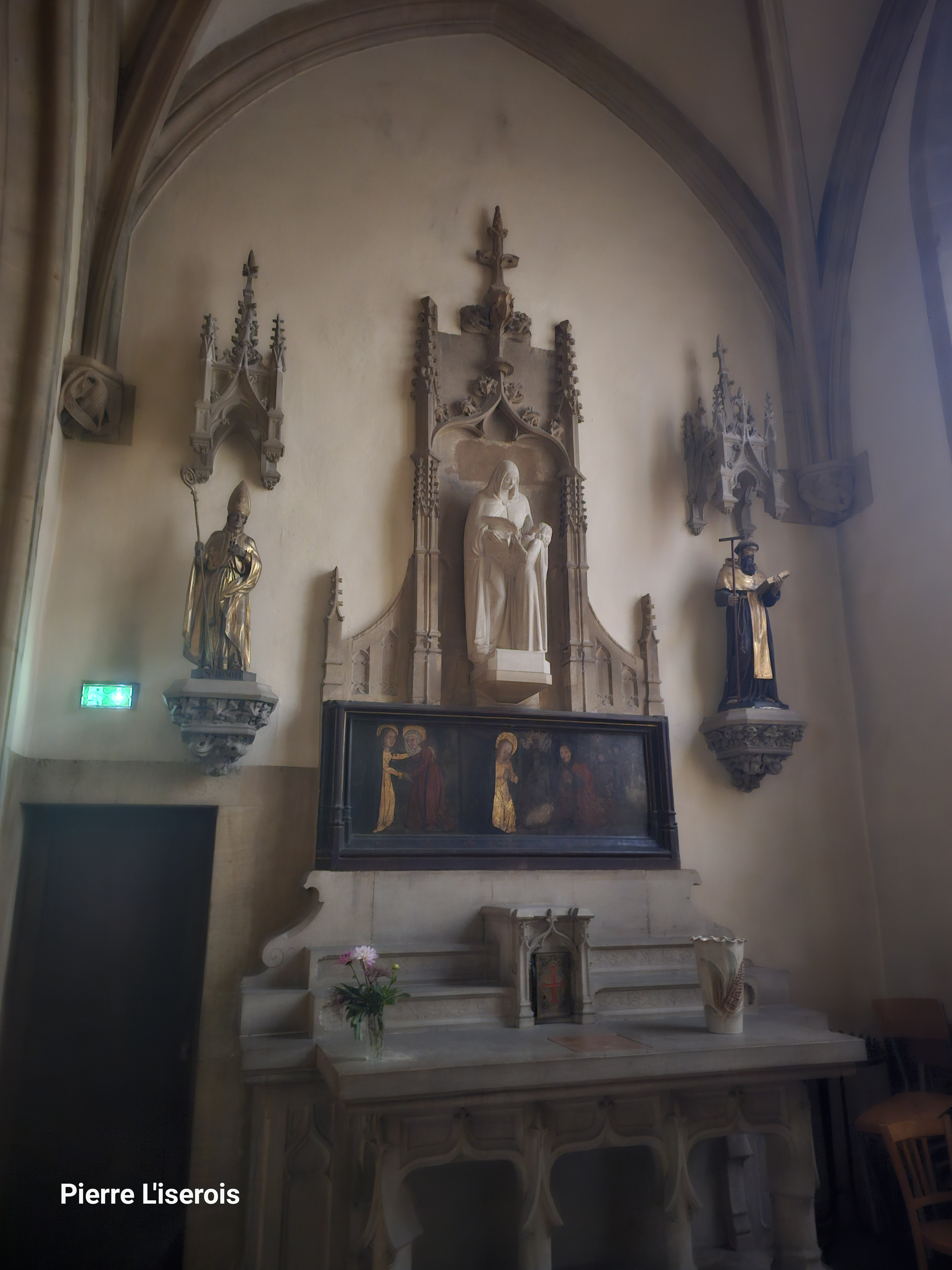
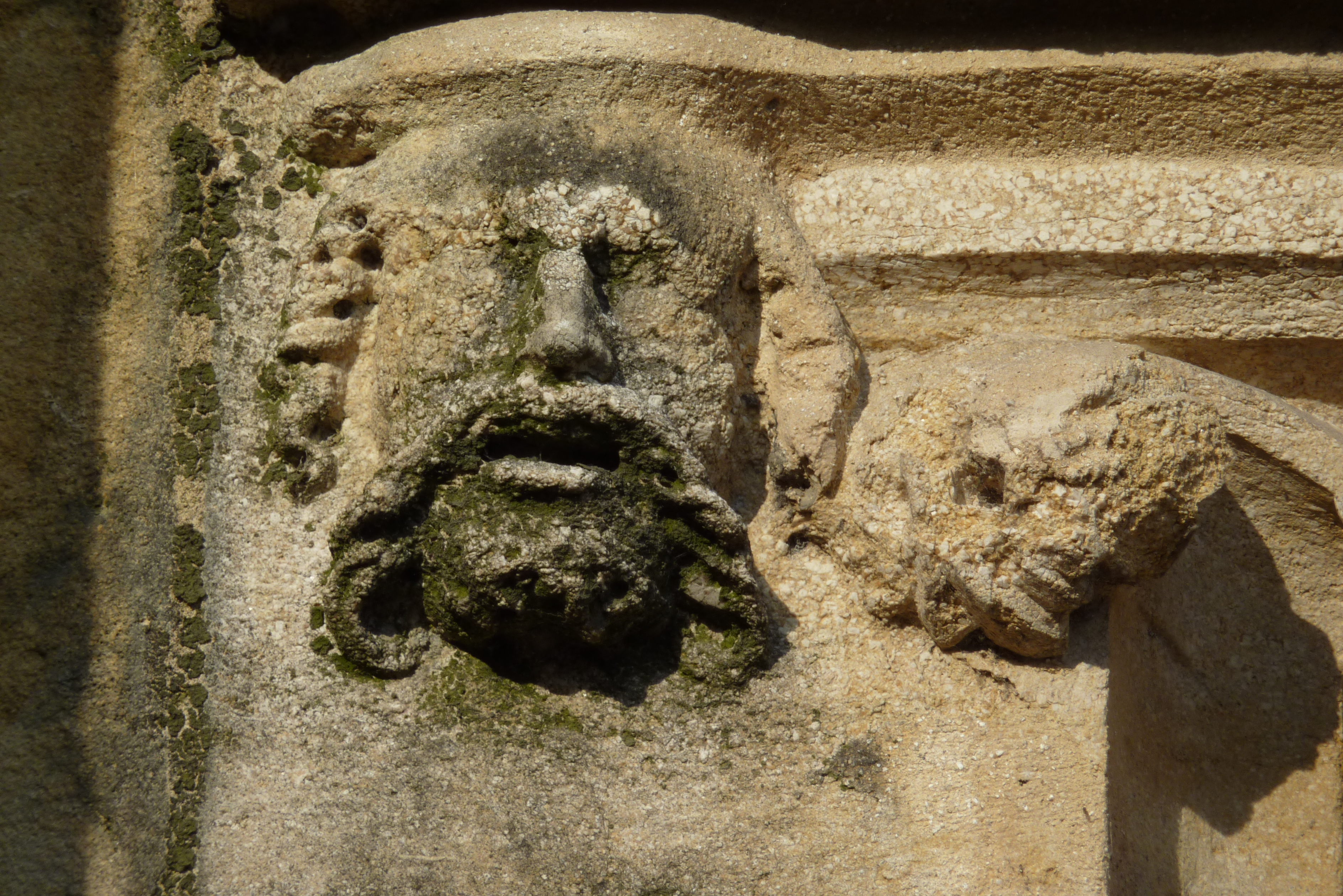
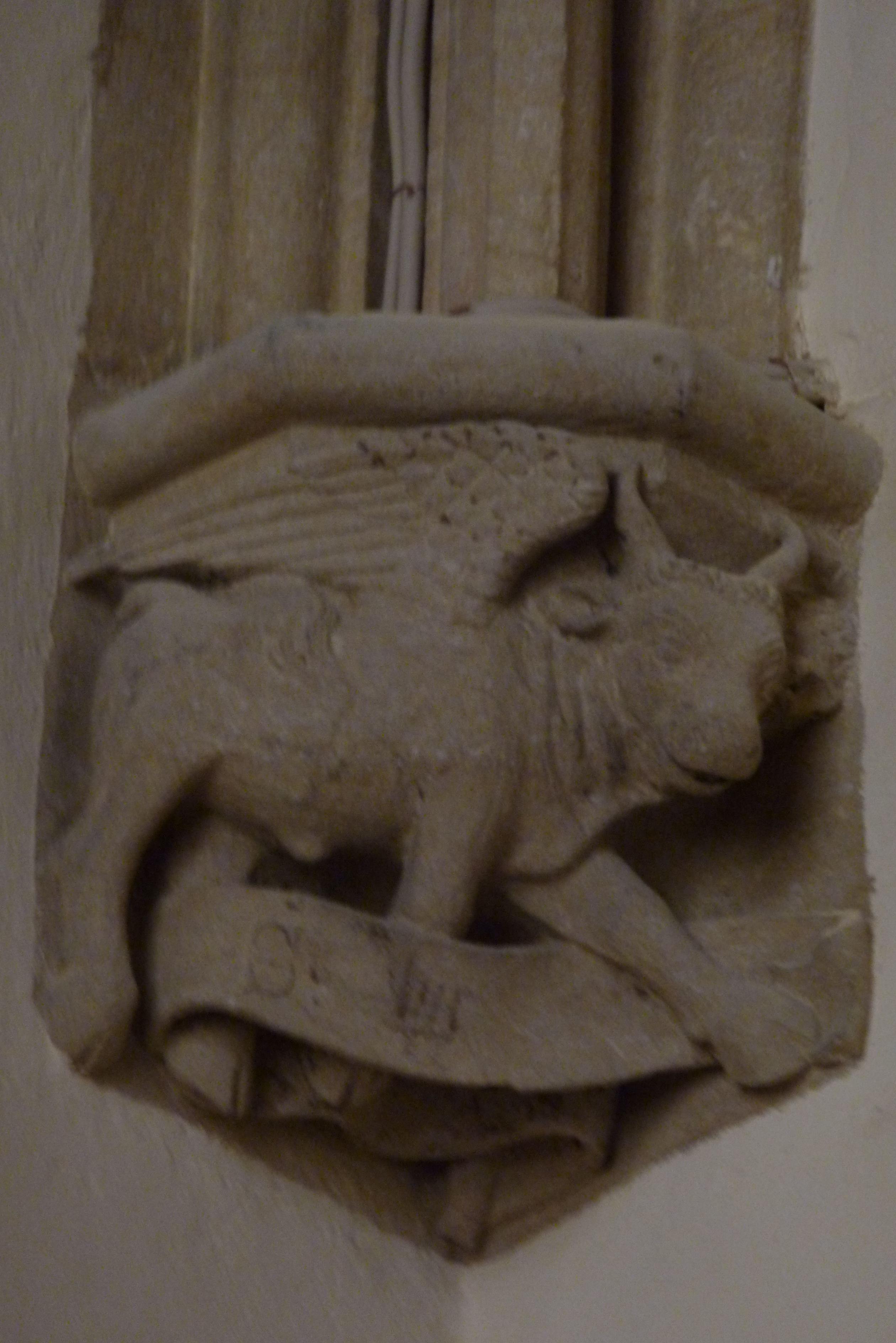